# (624) Hektor
(624) Hektor – planetoida z grupy trojańczyków Jowisza obozu greckiego.

## Odkrycie
Planetoida została odkryta 10 lutego 1907 roku w Landessternwarte Heidelberg-Königstuhl w Heidelbergu przez astronoma Augusta Kopffa. Nazwa pochodzi od mitologicznego wojownika Hektora, bohatera wojny trojańskiej zabitego przez Achillesa.

## Orbita
Orbita (624) Hektora nachylona jest do płaszczyzny ekliptyki pod kątem 18,19°. Na jeden obieg wokół Słońca ciało to potrzebuje 11 lat i 350 dni, krążąc w średniej odległości 5,35 j.a. od Słońca. Mimośród orbity tej planetoidy to 0,024.
Jako trojańczyk Hektor poprzedza Jowisza w swej drodze wokół Słońca, pozostając zawsze 60° przed nim; znajduje się w punkcie libracji L4 Lagrange’a orbity największej planety Układu Słonecznego.

## Właściwości fizyczne
(624) Hektor jest nieregularnym obiektem skalnym o rozmiarach ok. 363×207 km. Jego jasność absolutna to 7,49m. Okres obrotu tej planetoidy wokół własnej osi to ok. 6 godzin i 55 minut. Na powierzchni tej planetoidy panuje średnia temperatura 122 K.

## Satelita planetoidy
16 lipca 2006 odkryto, że planetoida ta posiada satelitę, który otrzymał prowizoryczne oznaczenie S/2006 (624) 1. Jest on dużo mniejszy od składnika głównego – jego wielkość to ok. 12 km. Obiega Hektora w czasie ok. 71 godzin w średniej odległości ok. 957 km.